# D-Day (film)
Pour plus de détails, voir Fiche technique et Distribution.
D-Day (en français : Jour J), aussi connu sous le nom de D-Day: Battle of Omaha Beach, est un film de guerre et d'action de 2019, réalisé par Nick Lyon et mettant en vedette Randy Couture, Chuck Liddell, Weston Cage Coppola et Jesse Kone.

## Synopsis
Lors de la grande offensive des Alliés en Normandie le 6 juin 1944, une unité d'élite américaine du 2e bataillon de Rangers, dirigée par le lieutenant général Omar Bradley (Chuck Liddel) et le lieutenant-colonel James Earl Rudder (Weston Cage Coppola), doit être l’avant-garde de la grande invasion. C’est presque une mission suicide qui leur est confiée : neutraliser une série de nids de mitrailleuses et de positions de canons de la Wehrmacht allemande, qui sont abritées dans des bunkers à un endroit stratégique sur la côte, le long des plages prévues pour l’invasion, et dans l’arrière-pays. Un endroit qui deviendra célèbre ce jour-là sous le nom de Omaha Beach. Les premières unités allemandes sont rapidement débordées, et le groupe fait de nombreux prisonniers de guerre. Mais les tensions entre les Rangers augmentent, au fur et à mesure qu’ils s’aventurent à l’aveugle en territoire hostile, ne sachant jamais où l’ennemi pourrait se cacher. Ils se retrouvent soudainement encerclés par des commandos allemands, en infériorité numérique et en armes. Maintenant, ils doivent se battre pour leur simple survie,.

## Distribution
- Chuck Liddell : Général Omar Bradley
- Weston Cage Coppola : Lieutenant-colonel James Earl Rudder
- Jesse Kove : Premier sergent Bud Lommell
- David Tom : Sergent-chef Kuhn
- Randy Couture : Major Cleveland Lytle
- Isaac J. Cruz : Carbone
- Geoff Meed : Sergent technicien White
- Kellan Rhude : Hodges[3]
- Matthew Dennis Lewis : Robbins
- Sam Gipson : Wiley
- Brandon Root : Pickens
- Tyler Bryan : First lieutenant Powers
- Mike Manning : Dennis
- Christian Oliver : Caporal Jurgen
- Ben van Diepen : Horst
- Sherrod Taylor : Sergent Francis
- Martin Kove : Nicholas
- Philip Nathanael : matelot engagé Treadwell[4]

## Sortie
Ce film, basé sur une histoire vraie, est sorti en Allemagne par le label M-Square Pictures avec le nom allemand de D-Day - Stoßtrupp Normandie (en français : D-Day - troupes d'assaut Normandie) à l’occasion du 75e anniversaire de l’invasion alliée de la Normandie.

## Accueil

### Réception critique
Le film a reçu des critiques principalement négatives. Sa principale qualité est son casting, avec Randy Couture et Chuck Liddell, qui peuvent attirer les fans de MMA. Sinon, le film est considéré comme une réplique à bon marché de Il faut sauver le soldat Ryan. Le budget semble incroyablement bas. Personne ne joue bien, tous les personnages sont antipathiques, et il n'y a aucune partie de ce film pour le sauver et en faire un réel divertissement. Les soldats américains crient à toute occasion « Oorah » et « Donnez-leur l’enfer ». Un spectateur germanophone note qu’il y a au moins une chose positive : les soldats allemands parlent allemand sans accent étranger.
Le film a un score d'audience de 0% sur Rotten Tomatoes.